# 切里克里克 (愛達荷州)
切里克里克（英語：Cherry Creek）是位於美國愛達荷州奧奈達縣的一個非建制地區。該地的面積和人口皆未知。

## 地理
切里克里克的座標為42°05′54″N 112°13′44″W / 42.09833°N 112.22889°W，而該地的平均海拔高度為1361米（即4465英尺）。